# Pany català
|  | Per a altres significats, vegeu «pany». |

Un pany d'arma és una platina feta de diferents peces que, incorporada a una arma de foc mitjançant un mecanisme, permet encendre la pólvora de l'oïda del canó, fet que causa l'explosió de la càrrega i la consegüent expulsió del projectil a gran velocitat. El terme pany català es pot referir com a mínim a tres tipus de panys fabricats i dissenyats a Catalunya des del segle xiv al segle xix.

## Pany català de metxa
Respecte al disseny i fabricació, si no català, almenys de la Corona d'Aragó, el 1380 hi havia panys primitius catalans. El Gran Capità, en tornar de les guerres d'Itàlia li va encarregar a un armer de la Corona d'Aragó que li modifiqués els arcabussos per ell fabricats de manera que es poguessin carregar per la culata per aconseguir una càrrega més ràpida, i aquest li va lliurar un prototip, reconstruït per Zuloaga el 1880.
Hi ha un gravat al "llibre de passanteria del gremi de platers de Barcelona"" de 1641 en què apareix un soldat de la Guerra dels Segadors amb un arcabús amb pany de metxa.

## Pany català de roda
Conservat a la Real Armeria de Madrid amb el codi K-7, hi ha un arcabús de 1546 amb pany català de roda, amb un punxó amb les armes de Montserrat, que n'evidencia la manufactura catalana i també el disseny, ja que segons James D. Lavin té solucions mecàniques innovadores i úniques.

## Pany de miquelet de sílex
El pany de miquelet és un mecanisme per disparar armes de foc, emprant una pedra de sílex o pedra foguera posada al cap d'una peça anomenada ca que percuteix prop del fogó, activat per un gallet o clau. La ignició es provoca en el fogó o cassoleta, una petita cavitat que es carrega de pólvora fina protegida per un cobertor. Aquest mecanisme va substituir al pany de metxa o més exactament al pany de roda, del qual en va agafar la pedra foguera. De fet va ser la resposta a la petició de Carles V del Sacre Imperi Romanogermànic després de la campanya de Tunis, en què el vent i la pluja impedien disparar els arcabussos en obrir la cassoleta per disparar (tant de metxa com de roda). Va acabar agafant el nom de pany de pedrenyal

## Pany de miquelet a percussió
El pany de miquelet a percussió és un mecanisme per disparar armes de foc que fa colpir una peça anomenada martell o ca, activada per un gallet o clau, sobre un pistó de fulminat de mercuri que en esclatar provoca la ignició de la pólvora. Aquest mecanisme va substituir el pany de sílex a la fi del segle xviii.